# Adi Keyh
Adi Keyh är en ort i Eritrea.   Den ligger i regionen Debubregionen, i den centrala delen av landet, 70 km sydost om huvudstaden Asmara. Adi Keyh ligger 2 391 meter över havet och antalet invånare är 13 061.
Terrängen runt Adi Keyh är varierad. Runt Adi Keyh är det ganska glesbefolkat, med 42 invånare per kvadratkilometer. Det finns inga andra samhällen i närheten. Omgivningarna runt Adi Keyh är i huvudsak ett öppet busklandskap.